# Andritsaina
Andritsaina (in greco Ανδρίτσαινα?) è un ex comune della Grecia nella periferia della Grecia Occidentale (unità periferica dell'Elide) con 2.152 abitanti secondo i dati del censimento 2001.
È stato soppresso a seguito della riforma amministrativa, detta Programma Callicrate, in vigore dal gennaio 2011 ed è ora compreso nel comune di Andritsaina-Krestena.

## Località
Andritsaina è suddiviso nelle seguenti comunità (i nomi dei villaggi tra parentesi):
- Andritsaina (Andritsaina, Karmio, Myloi, Sykies)
- Dafnoula (Dafnoula, Chelidoni)
- Dragogio (Dragogio, Kastrougkaina, Plateia)
- Fanari
- Koufopoulo
- Linistaina
- Matesi
- Rovia
- Sekoulas (Sekoulas, Balaiika)
- Theisoa